# Берестечко
Бересте́чко (укр. Бересте́чко) — город в Луцком районе Волынской области Украины. Административный центр Берестечковской городской общины.

## Географическое положение
Находится на реке Стырь. К юго-западу от города впадает её приток Судиловка.

## История
Магдебургское право с 1547 года.
18 (28) июня—20 (30) июня 1651 года под Берестечком произошло крупное сражение, в ходе которого объединённым войскам Богдана Хмельницкого и крымского хана Исляма III Гирея было нанесено поражение со стороны польских войск Яна Казимира. В последний день битвы Ислам-Гирей захватил в плен Хмельницкого и бежал. После осады части казаков удалось выйти из окружения (бои продолжались до 10 июля). Результатом поражения стало подписание Белоцерковского договора 1651 года.
В 1658 г. Берестечко был разорён набегом крымских татар, которые увели в плен 750 горожан, включая 43 католические монахини во главе с настоятельницей Теклой.

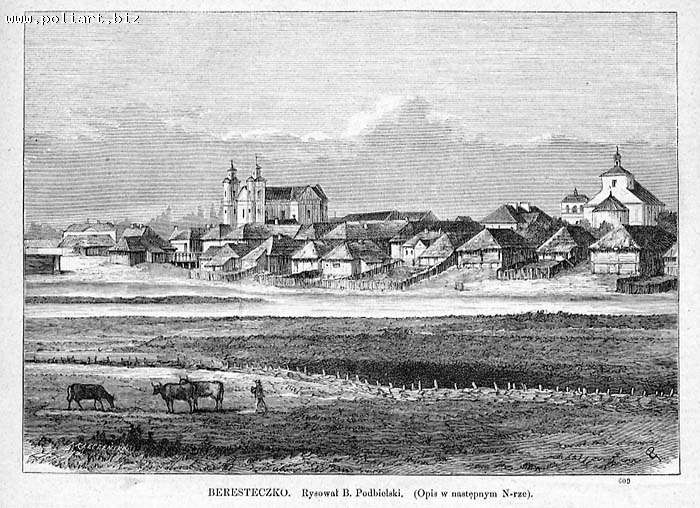
Берестечко в начале XIX века

Берестечко с древних времен было вотчиной князей Пронских. В конце XVI века один из них, именно Александр, староста Луцкий, поселил здесь ариан, и с тех пор это местечко сделалось одним из главных центров арианства, интендант которых, известный учёный Андрей Вишоватый, проживал здесь около 1644 года.
В конце XIX — начале XX в.в. здесь функционировали лесопильный и несколько кожевенных заводов.
В ходе первой мировой войны Берестечко оказалось в прифронтовой зоне и в феврале 1918 года было оккупировано немецкими войсками (которые оставались здесь до ноября 1918 года). После окончания советско-польской войны осталось в составе Волынского воеводства Польши.
В сентябре 1939 года Берестечко вошло в состав УССР, а в январе 1940 года получило статус города и стало центром Берестечковского района Волынской области.
В ходе Великой Отечественной войны 24 июня 1941 года был оккупирован немецкими войсками. В городе было создано гетто для еврейского населения. Гетто было ликвидировано в сентябре 1942 года СД. 3 тысячи его жителей были расстреляны в 2 км от города.
В 1943 году Берестечко было местом убежища для поляков, спасающихся от Волынской резни. Чтобы защитить их, немцы создали подразделение шуцманшафта, состоящее из нескольких десятков поляков, которые отбивали многочисленные атаки УПА. 30 декабря 1943 было совершено нападение одной из группировок УПА на костел, в котором укрылись поляки, однако нападение было отбито. Поляки постепенно покидали Берестечко, переехав в Генерал-губернаторство или были депортированы в принудительный труд в Третьем рейхе.
Освобождён 2 апреля 1944 года войсками 1-го Украинского фронта в ходе Проскуровско-Черновицкой операции:
- 13-я армия — часть сил 6-й гвардейской стрелковой дивизии (генерал-майор Онуприенко Дмитрий Платонович) 27-го стрелкового корпуса (генерал-майор Черокманов Филипп Михайлович).[9]

После окончания войны город был восстановлен, а в 1946 году — электрифицирован. В 1950 году здесь действовали водяная мельница, лесопильный завод и несколько школ.
В 1959 году Берестечковский район был ликвидирован и город вошёл в состав Гороховского района. В 1968 году здесь действовали кирпичный завод, пищекомбинат и зоотехнический техникум.
В январе 1989 года численность населения составляла 2099 человек, основой экономики в это время являлись предприятия пищевой промышленности.
На 1 января 2013 года численность населения составляла 1752 человека.
В ходе административно-территориальной реформы в Украине, в 2020 году Гороховский район был упразднён, а город стал административным центром Берестечковской городской общины Луцкого района.

## Транспорт
Находится в 25 км к юго-востоку от железнодорожной станции Горохов Львовской железной дороги.

## Образование и культура
- ПТУ № 27[12] (открытое в 1961 году как зоотехникум).
- средняя общеобразовательная школа[7] (открыта и начала работу в 1944/45 учебном году)

## Достопримечательности
- Троицкий костёл[пол.] (1711—33), где хранились мощи св. Валентина, почитавшиеся не только католиками, но и православными.
- Православный Свято-Троицкий собор начала XX века.
- «Каменный столб» над могилой князя Александра Пронского, которому некогда принадлежало Берестечко (рубеж XVI и XVII вв.).
- Маленькая часовня Теклы на вершине кургана (XVII век) призвана напоминать горожанам о трагедии 1658 года и о судьбе настоятельницы Теклы.

## Галерея

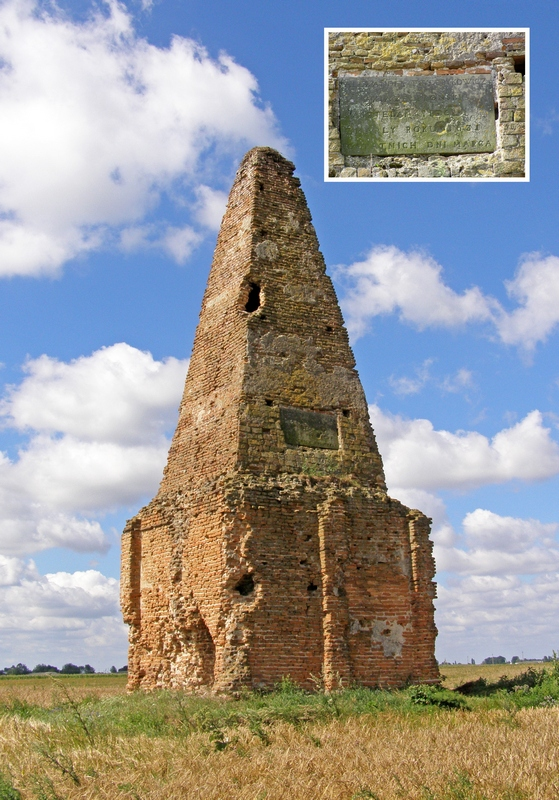
Усыпальница князя Пронского
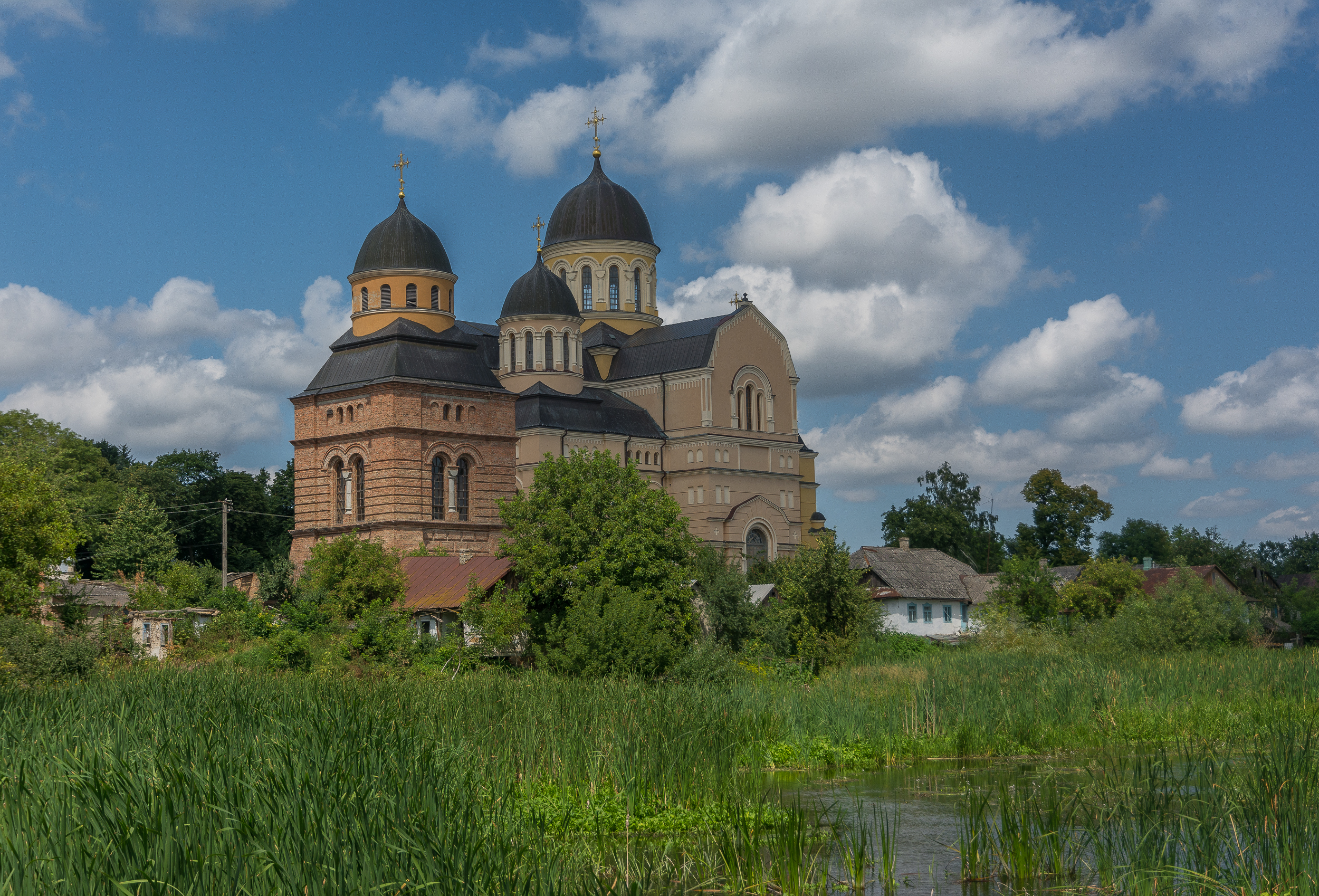
Свято-Троицкий собор
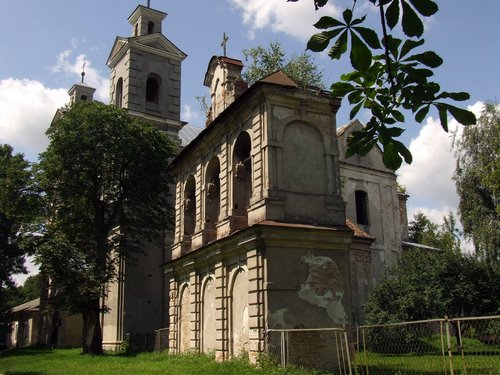
Троицкий костёл
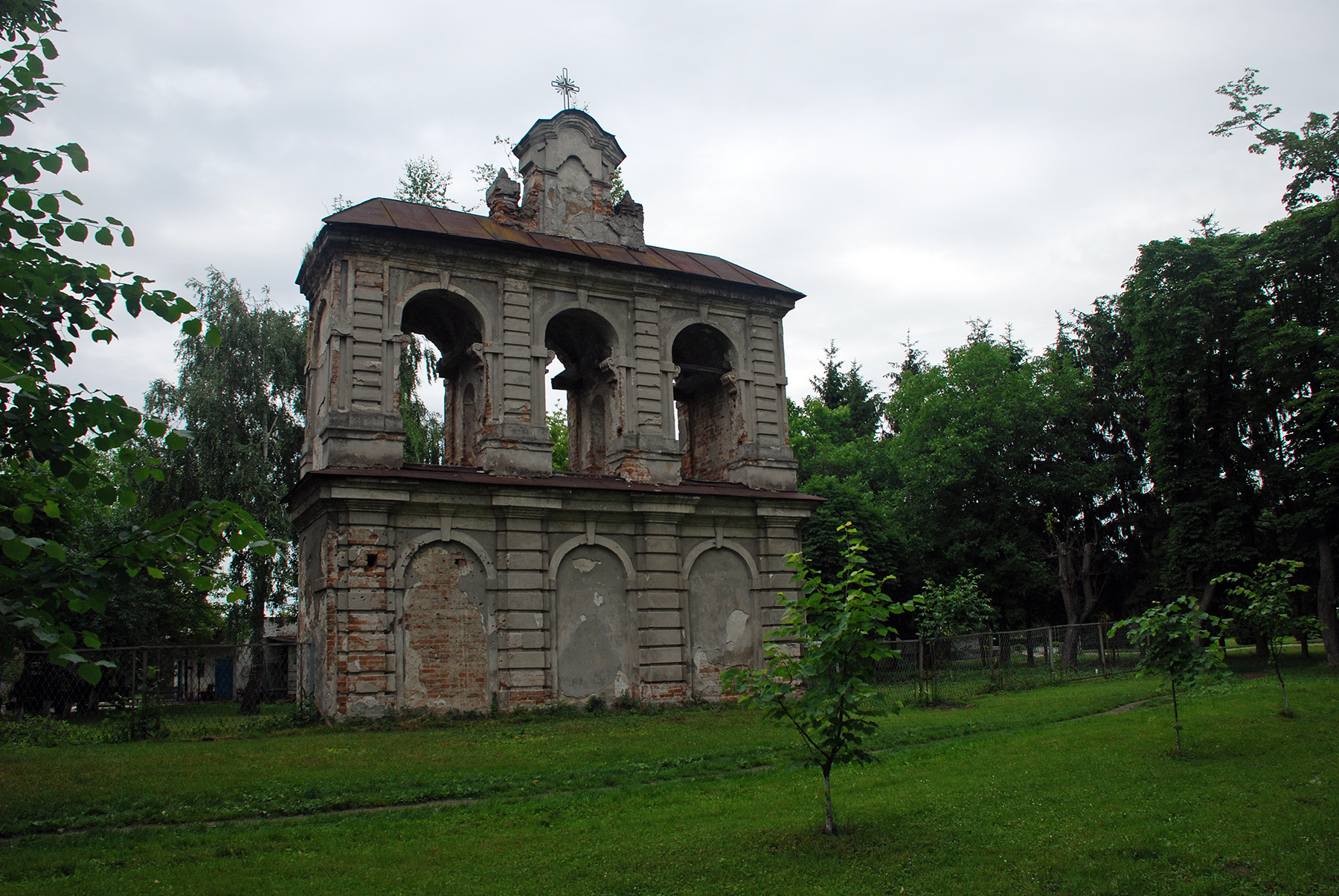
Звонница
Памятник Тарасу Шевченко